# Estadio Gustavo Pacheco Villaseñor

El Estadio Tuxtepec Gustavo Pacheco Villaseñor 
es un proyecto que se encuentra en construcción inconclusa en la ciudad de San Juan Bautista Tuxtepec, Oaxaca, México. 
El estadio está prolongado para una capacidad de 25,000 espectadores, siendo el más grande del Estado de Oaxaca.

## Complejo
El complejo deportivo a construir sería realizado en tres etapas; donde la primera, comprende la edificación del recinto de su primer piso y las gradas laterales, con una capacidad para 15,000 espectadores, así como los túneles de acceso al inmueble.
La segunda etapa, consiste en la construcción del segundo piso de espectadores, diseñado para eventos de primer nivel, aumentando la capacidad a los 25,000 espectadores y la culminación de la zona de vestidores, así como el empastado y alumbrado del inmueble.
La tercera etapa, se edifica en la construcción del estacionamiento, gradas altas con palcos, ampliando su capacidad cercana a los 30,000 espectadores, un hotel para albergar los equipos visitantes y además la edificación de un complejo deportivo a su alrededor, con canchas de fútbol, básquetbol, tenis e igualmente una alberca olímpica.
En la culminación de este proyecto se contempla que gran parte del terreno será donado a una Universidad, que ofrecerán una propuesta innovadora académica a los ciudadanos de la región.

## Sitio Oficial
- ESTADIO DE TUXTEPEC Facebook.